# Leonard Horner

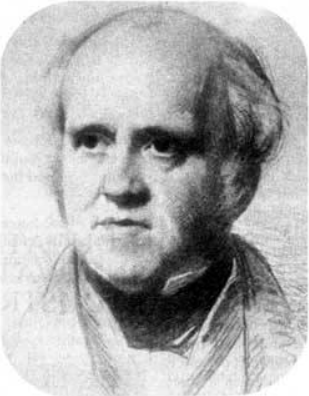
Leonard Horner

Leonard Horner (* 17. Januar 1785 in Edinburgh; † 5. März 1864 in London) war ein schottischer Geologe, Sozial- und Erziehungsreformer.

## Leben
Horner war der jüngste Sohn eines Leinen-Kaufmanns in Edinburgh und studierte ab 1799 Chemie und Mineralogie in Edinburgh. Zur Geologie wurde er durch die Lektüre von John Playfairs Illustrations of the Huttonian Theory (Darstellung der Lehre von James Hutton) geführt. Er wurde Kaufmann in der Firma seines Vaters und kam 1804 nach London. Als er 1815 nach Edinburgh zurückkehrte, war er einer der Gründer der Edinburgh Academy und gründete die Edinburgh School of Arts für die Lehre der Mechanik. Ab 1827 war er für vier Jahre Warden der Universität London.

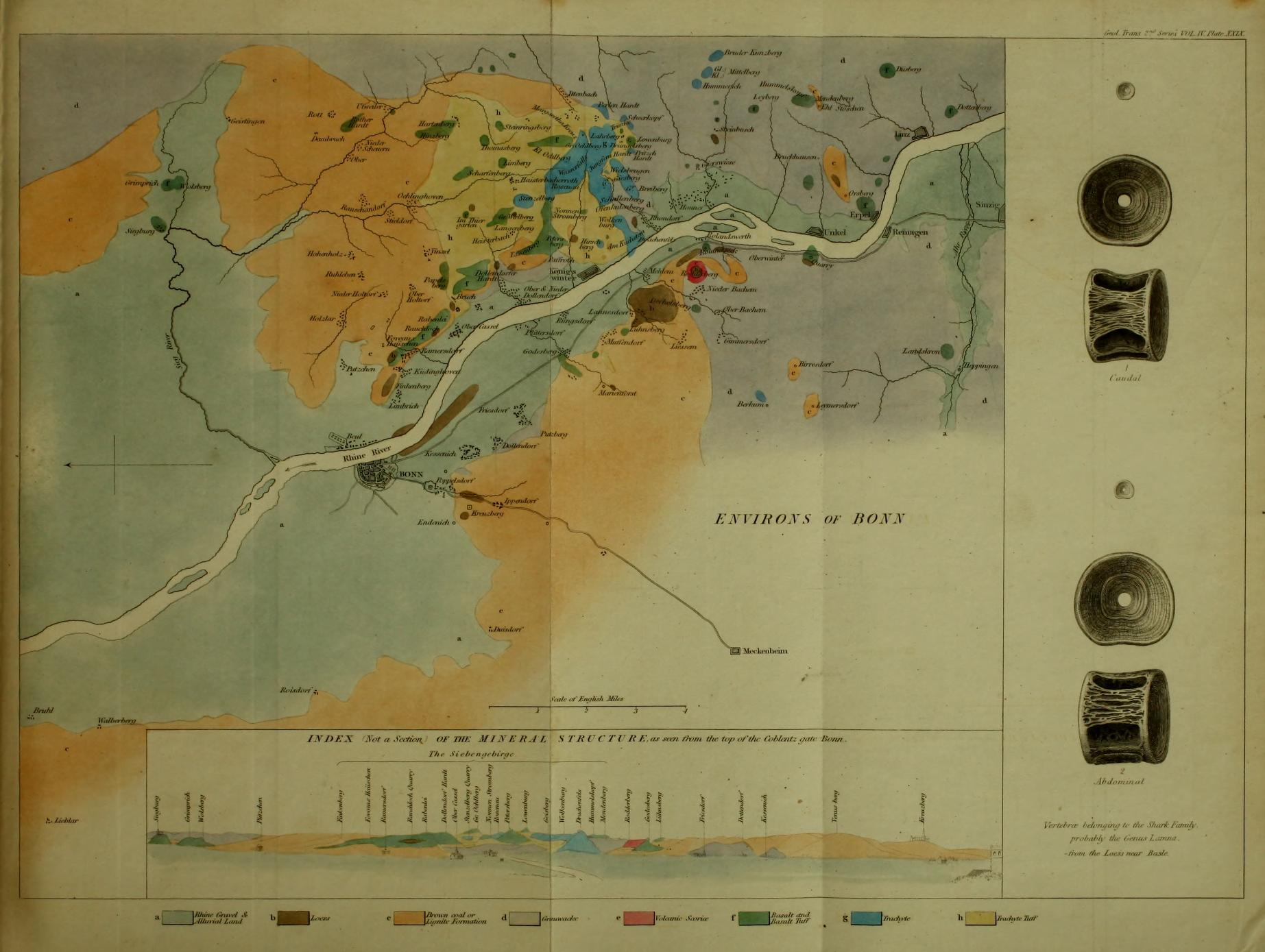
Erste geologische Karte des Siebengebirges von Leonard Horner (1836)

Von 1831 bis 1833 war Leonard Horner mit seiner Familie in Bonn, wo er auch die Geologie der Umgebung von Bonn (Siebengebirge u. a.) untersuchte und darüber vortrug und veröffentlichte (eine weitere Arbeit betraf die im Rhein transportierten Sedimentmassen). Horner fertigte dabei die erste geologische Karte des Siebengebirges an, die er im Maßstab von 1:50000 und in für Deutschland eher ungewöhnlicher Ostausrichtung erstellte.
Von 1833 bis 1856 war er einer der Inspektoren für Fabrikarbeit von Kindern in Großbritannien und wurde für sein Engagement zur Verbesserung der Arbeitsbedingungen für Frauen und Kinder in den Fabriken Nordenglands sogar lobend von Karl Marx in dessen Das Kapital Kritik der politischen Ökonomie erwähnt ("Leonard Horner, einer der Factory Inquiry Commissioners von 1833 und Fabrikinspektor, in der Tat Fabrikzensor, bis 1859, hat unsterbliche Verdienste um die englische Arbeiterklasse gewonnen"). 1861 war er aus gesundheitlichen Gründen in Florenz.
1808 wurde er bald nach der Gründung Mitglied, 1810 einer der Sekretäre und von 1845 bis 1847 Präsident der Geological Society of London (und nochmals 1860). 1813 wurde er Mitglied der Royal Society und 1816 der Royal Society of Edinburgh.
Er veröffentlichte unter anderem zur Mineralogie der Malvern Hills, der Geologie des Südwestens von Somersetshire, Salzquellen in Droitwich und später unter anderem zum Schwemmland in Ägypten. 1843 veröffentlichte er eine Biographie seines Bruders Francis Horner.
Seine Tochter Mary Elizabeth, eine Geologin und Konchyliologin, heiratete den schottischen Geologen Charles Lyell, seine Tochter Katharine, eine Botanikerin, den Bruder Henry von Charles Lyell (und veröffentlichte eine Biographie ihres Schwagers Charles Lyell mit Briefen und Tagebuchausschnitten), die Tochter Leonora heiratete den deutschen Historiker Georg Heinrich Pertz und die Tochter Frances heiratete den Paläobotaniker Charles Bunbury. Zwei weitere seiner sechs Töchter waren unverheiratet und veröffentlichten ein Buch über Wanderungen in Florenz.

## Schriften
- On the Geology of the Environs of Bonn. In: Transactions of the Geological Society of London, 4 (2nd series), 1836, S. 433–481 (Digitalisat)

## Geologische Karten
- Environs of Bonn. In: Transactions of the Geological Society of London, 4 (2nd series), 1836, Tafel XXIX (Digitalisat)